# Boi Akih
Boi Akih is een Nederlandse muziekgroep. De kern van de groep bestaat uit Monica Akihary (zang, teksten) en Niels Brouwer (gitaar, composities). De muziek van Boi Akih is een mix van geïmproviseerde muziek, jazz, Molukse muziek en andere internationale stijlen.

## Biografie
Monica Akihary (Lunteren, 1964) en Niels Brouwer (1966) leerden elkaar kennen op de middelbare school in Ede. Brouwer studeerde aan het Conservatorium van Hilversum, Akihary studeerde beeldende kunst in Amsterdam. Ze reisden naar Indonesië en (later) India, waar ze Molukse en Indiase muziek bestudeerden. Brouwer en Akihary begonnen een kwartet en speelden enige tijd op feesten en partijen met jazzstandards en Molukse liedjes. In 1996 richtten ze Boi Akih op, het eerste album kwam het jaar daarna uit.
De muziek van Boi Akih is een mix van geïmproviseerde muziek, jazz, Molukse en Indonesische muziek, Indiase en Afrikaanse muziek en diverse andere invloeden. Ze gebruiken daarbij allerlei verschillende, vaak zelfgebouwde, muziekinstrumenten. Akihary, die Molukse wortels heeft, zingt zowel in het Engels als in het Haruku, de taal van haar voorouders. NRC omschreef Boi Akih's muziek als "improvisatiemuziek, [die] betoverende melodieën en geraffineerde structuren en klanken uit vele tradities mengt". 
Boi Akih gaf optredens op onder andere het North Sea Jazz Festival, het Holland Festival, het Womex showcasefestival en in het Bimhuis. Ook gaven ze tv-optredens bij Han Reiziger's Reiziger in Muziek, Vrije Geluiden en Podium Klassiek.
Boi Akih treedt op in wisselende bezettingen, per album of project werken ze samen met verschillende musici. Zo was Boi Akih een duo, een trio (met Michael Vatcher), een kwartet (met Sandip Bhattacharya en Ernst Reijseger), een vijftal (met Nora Mulder, Dodó Kis en Sekou Dioubate, en met Ernst Glerum, Owen Hart Jr. en Maarten Ornstein) en een zesmansformatie (met Ernst Reijseger, Sean Bergin, Eric Calmes en Victor de Boo).  Andere musici waar ze muziek mee opnamen of mee optraden waren onder andere Wolter Wierbos, Tobias Klein, Nippy Noya,  Luc Ex en Vernon Chatlein.

## Erkenning en waardering
In 2023 won Akihary de Boy Edgarprijs.
In 2024 ontving Boi Akih de 'Anugerah Kebudayaan Indonesia' (AKI), de Indonesische Cultuurprijs, in de categorie 'Buitenlandse Instellingen en Individuen'. Ze kregen deze prijs voor hun bijdrage aan het behoud en de promotie en verspreiding van Indonesische cultuur wereldwijd.
De Volkskrant noemde Boi Akih "een band van wereldformaat" en omschreef de muziek op Circles in a Square Society als "dromerige, bijna onaardse muziek die toch spannend blijft’

## Discografie
- Boi Akih (Invitation Records/ EMI 1997)
- Above the Clouds, Among the Roots (A-Records, 2000)
- Uwa I (Enja, 2003)
- Lagu Lagu (2005)
- Yalelol (Enja, 2007)
- Circles in a Square Society (Bromo, 2011)
- Liquid Songs (Bromo, 2016)
- Lagu Lagu 2 (Bromo, 2017)
- Storyteller (Bromo, 2020)
- From and to Infinity (boiakih, 2023)